# Edward Young
Edward Young (datum křtu 3. července 1683, Upham, Hampshire – 4. května 1765, Welwyn, Hertfordshire) byl anglický farář a preromantický básník a dramatik.

## Život
Narodil se jako syn pozdějšího děkana v Salisbury. Nejprve se vzdělával na internátní škole pro chlapce Winchester College a pak studoval práva na Oxfordské univerzitě, kde roku 1714 získal bakalářský a roku 1719 doktorský titul. Zúčastnil se poměrně úspěšně londýnského literárního života, chtěl se stát módním a bohatým básníkem, ale brzy byl zastíněn Alexandrem Popem.
Roku 1728 byl vysvěcen na kněze a stal se královským kaplanem. Roku 1730 se stal farářem ve Welwynu, kde strávil zbytek života. Usiloval o to, stát se biskupem, ale významnějšího společenského postavení nedosáhl. Roku 1731 se oženil s vdovou Elizabeth Leeovou, původem šlechtičnou. Její smrt roku 1741 a předcházející smrt nevlastní dcery i jejího manžela se staly podnětem pro napsání rozsáhlé didaktické básně The Complaint, or Night-Thoughts on Life, Death, and Immortality (1742–1745, Nářek aneb Noční rozjímání o životě, smrti a nesmrtelnosti), ve které opustil svůj dosavadní klasicistický styl a která se stala jeho nejslavnějším dílem. Měla velký ohlas po celé Evropě, znamenala obrat od racionalismu k sentimentalismu a stala se základním textem tzv. hřbitovní školy, jejímž hlavním tématem jsou pochmurné meditace o smrtelnosti. Za skutečný manifest preromantismu je považována jeho prozaická práce Conjectures On Original Composition (1759, Úvahy o původní tvorbě).

## Výběrová bibliografie

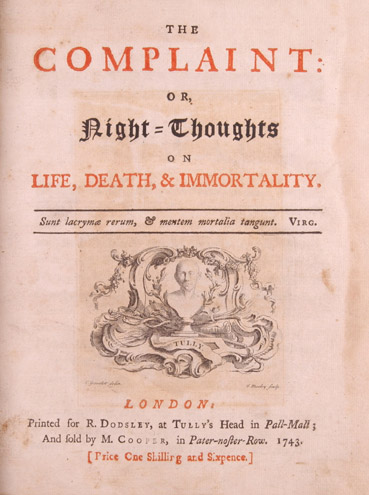
Noční rozjímání, vydání z roku 1743

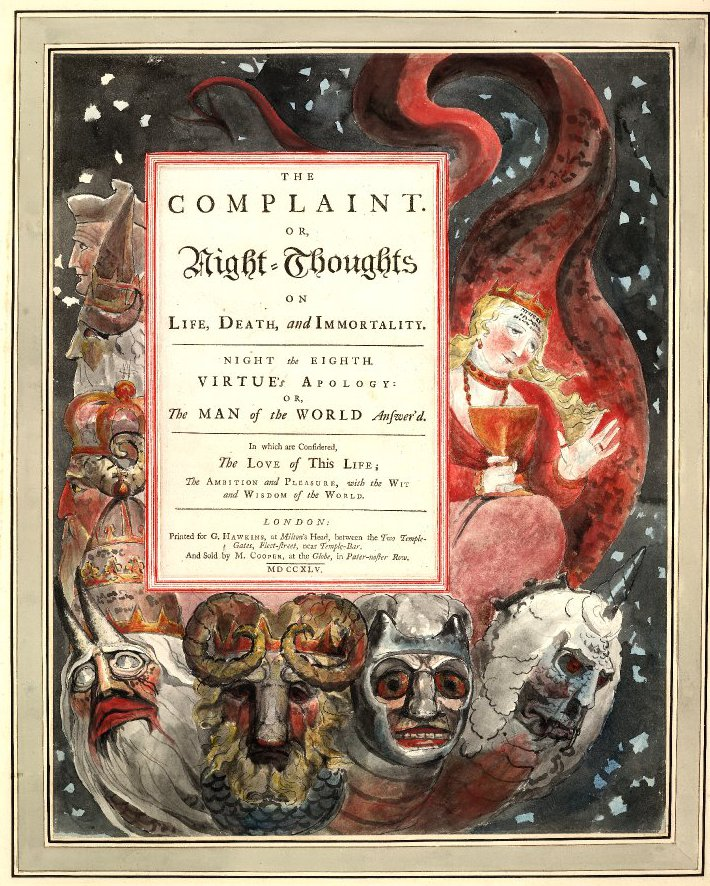
Noční rozjímání, ilustrace Williama Blakea

- Poem on the Last Day (1713, Báseň na den Posledního soudu).
- Busiris (1719), klasicistická tragédie, jejímž hrdinou je egyptský král Busiris.
- The Revenge (1721, Pomsta), tragédie.
- The Universial Passion (1725–1728, Všeobecná vášeň), soubor sedmi horatiovsky laděných ironických satir.
- The Instalment (1726, Splátka), báseň věnovaná sirovi Robertovi Walpolovi.
- Cynthio (1727), báseň na smrt Johna Brydgese, markýze z Carnarvonu.
- A Vindication of Providence (1728, Ospravedlnění prozřetelnosti), kázání.
- An Apology for Punch (1729), kázání,
- Imperium Pelagi, a Naval Lyrick (1730).
- A Sea-Piece... (1733)
- The Foreign Address, or The Best Argument for Peace (1734).
- The Complaint, or Night-Thoughts on Life, Death, and Immortality (Nářek aneb Noční rozjímání o životě, smrti a nesmrtelnosti), rozsáhlá didaktická báseň vznikající postupně v letech 1742–1745. Jde o dramatický monolog, vlastně o emocionální kázání o nevyhnutelné smrti, která se týká každého, skládající se téměř z deseti tisíc veršů v blankversu, rozdělených do devíti nocí, ve kterých se střídá moralizování, meditace, vášeň, melancholie, smutek i povznesenost. Ve skutečnosti je to přísné napomenutí, které by mělo přivést každého k vystřízlivění a k zamyšlení nad svým životem, ale na základě poněkud posunutých výkladů se báseň stala základním dílem tzv. hřbitovní školy, měla veliký ohlas po celé Evropě a významně se podílela na vzniku romantického světobolu.[3] V letech 1795 až 1797 vznikly návrhy ilustrací k básni, jejichž autorem je William Blake.[4]
- The Brothers (1753. Bratři)), tragédie.
- The Centaur not Fabulous; in Six Letters to a Friend (1755), satirická próza.
- The Poetical Works of Edward Young (1758), dvoudílné souborné vydání autorových básní.
- Conjectures On Original Composition (1759, Úvahy o původní tvorbě), práce, ve které autor obhajuje používání blankversu, žádá uvolnění žánrových pravidel a za kritérium uměleckosti považuje hloubku citu, předjímá některé zásady romantické poetiky a je považovaná za manifest preromantismu.
- Resignation (1762, Rezignace), báseň.

## Česká vydání
- Edwarda Younga Kvílení, aneb, Rozjímání noční. Praha: Kašpar Widtmann 1820, přeložil Jan Nejedlý, překlad čtyř částí Youngovy básně.